# Mistrzostwa Ameryki Południowej w Piłce Siatkowej Kobiet 1993
XX Mistrzostwa Ameryki Południowej w piłce siatkowej kobiet – odbyły się w 1993 roku w Cuzco w Peru. W mistrzostwach wystartowało 6 reprezentacji. Mistrzem została po raz dwunasty reprezentacja Peru.

## Klasyfikacja końcowa
| Miejsce | Reprezentacja |
| ------- | ------------- |
|         | Peru          |
|         | Brazylia      |
|         | Wenezuela     |
| 4.      | Kolumbia      |
| 5.      | Chile         |
| 6.      | Urugwaj       |